# Sīāh Galdeh
Sīāh Galdeh (persiska: Sīāh Kaldeh, سیاه گلده) är en ort i Iran.   Den ligger i provinsen Gilan, i den norra delen av landet, 200 km nordväst om huvudstaden Teheran. Antalet invånare är 327.
Terrängen runt Sīāh Galdeh är kuperad åt sydväst, men åt nordost är den platt. Runt Sīāh Galdeh är det mycket tätbefolkat, med 1 018 invånare per kvadratkilometer. Närmaste större samhälle är Langarud, 4,6 km öster om Sīāh Galdeh. I omgivningarna runt Sīāh Galdeh växer i huvudsak blandskog.